# Hausach
Hausach település Németországban, azon belül Baden-Württembergben. Lakosainak száma 5760 fő (2023. december 31.).

## Népesség
A település népessége az elmúlt években az alábbi módon változott:
| Lakosok száma | 4942 | 5746 | 5768 | 5768 | 5737 | 5788 | 5760 |
|               | 1975 | 2015 | 2017 | 2019 | 2021 | 2022 | 2023 |